# Ballade
| Se la face ay pale, La cause est amer, C'est la principale Et tant m'est amer Amer, qu'en la mer Me voudroye voir; Or, scet bien de voir La belle a qui suis Que nul bien avoir Sans elle ne puis. | Se ay pesante male De dueil a porter, Ceste amour est male Pour moy de porter; Car soy deporter Ne veult devouloir, Fors qu'a son vouloir Obeisse, et puis Qu'elle a tel pouvoir, Sans elle ne puis. |

|  | C'est la plus reale Qu'on puist regarder, De s'amour leiale Ne me puis guarder, Fol sui de agarder Ne faire devoir D'amours recevoir Fors d'elle, je cuij; Se ne veil douloir, Sans elle ne puis. |

Guillaume Dufay (ngheⓘ)
Ballade (/bəˈlɑːd/; đừng nhầm với ballad) là một thể loại thơ ca thời Trung cổ và Phục hưng của Pháp và là loại hình âm nhạc chanson tương ứng. Đây là một trong ba thể loại thơ cố định của Pháp (hai thể loại còn lại là rondeau và virelai) và là một trong những thể thơ thường được phổ nhạc nhất ở Pháp trong khoảng từ cuối thế kỷ 13 đến thế kỷ 15.
Ballade dưới dạng các câu thơ thường bao gồm ba khổ thơ tám dòng, các câu thơ trong khổ vần với nhau và mỗi khổ đều có một vần điệu riêng. Dòng cuối cùng trong mỗi khổ là một câu thơ điệp lại trong mọi khổ. Cuối bài là một khổ thơ kết thúc dài bốn dòng, thường nói về một hoàng tử. Do đó vần điệu thường có dạng 'ababbcbC ababbcbC ababbcbC bcbC', trong đó chữ cái 'C' biểu thị câu điệp.